# 1570 în literatură
- 1569 în literatură — 1570 în literatură — 1571 în literatură

Anul 1570 în literatură a implicat o serie de evenimente semnificative. 

## Cărți noi
- Roger Ascham - The Scholemaster (publicată postum)
- Abraham Ortelius - Theatrum Orbis Terrarum (Teatrul lumii - primul atlas modern)

## Decese
Format:1570